# Ed Wood (film)
Ed Wood – amerykański film biograficzny z 1994 roku, wyreżyserowany przez Tima Burtona, powstały na podstawie książki Rudolpha Greya.

## Treść
Bohaterem tego czarno-białego filmu jest Ed Wood (Johnny Depp), filmowiec uważany za najgorszego reżysera w historii kina. Burton odtwarza okoliczności powstania trzech filmów Wooda: Glen czy Glenda, Narzeczona potwora i Plan 9. Koncentruje się na ukazaniu przyjaźni łączącej Wooda z Bélą Lugosim (Martin Landau), niegdysiejszą wielką gwiazdą horrorów, specjalistą od ról Draculi. Wood w latach 50. obsadzał Lugosiego w swoich filmach, kręconych za niewielkie pieniądze dziełkach klasy „B”. Reżyser zgromadził wokół siebie ekipę ekstrawaganckich aktorów i filmowców, a jego dzieła charakteryzowały się kiczowatością i warsztatową nieporadnością, jednak nie sposób odmówić mu było pasji – filmy realizował mimo miażdżących recenzji i notorycznych problemów finansowych.

## Nagrody
- Obraz zdobył dwa Oscary. Statuetkę dla najlepszego aktora w roli drugoplanowej odebrał Martin Landau, drugą uhonorowano charakteryzację.